# 博尚
博尚（法語：Beauchamp，法語發音：[boʃɑ̃] ⓘ）是法国法兰西岛大区瓦兹河谷省的一个市镇，属于蓬图瓦兹区。

## 地理
博尚（49°0'50"N, 2°11'24"E）面积3.02 平方千米，位于法国法蘭西島大區瓦兹河谷省，该省份为法国北部内陆省份，北起瓦兹省，西接厄尔省，南至塞纳-圣但尼省、上塞纳省和伊夫林省，东临塞纳-马恩省。
与博尚接壤的市镇（或旧市镇、城区）包括：塔韦尼、弗朗孔维尔、蒙蒂尼莱科尔梅耶、皮埃尔莱、谢讷河畔加夫赖。

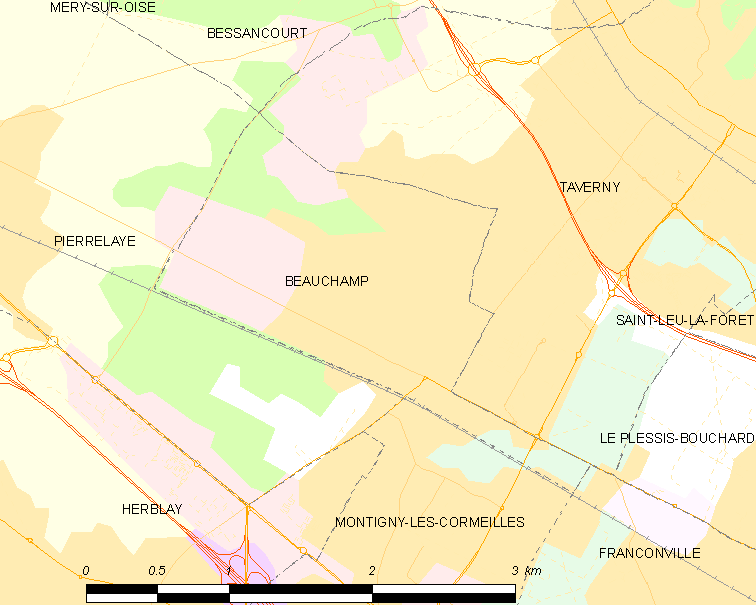
博尚的OSM定位图

博尚的时区为UTC+01:00、UTC+02:00（夏令时）。

## 行政
博尚的邮政编码为95250，INSEE市镇编码为95051。

## 政治
博尚所属的省级选区为塔韦尼县。

## 人口

1962-2008年间博尚人口变化图示

博尚于2022年1月1日时的人口数量为9506人。